# Front démocratique pour la réunification de la patrie
Le Front démocratique pour la réunification de la patrie (조국통일민주주의전선) est une organisation sociale et politique nord-coréenne ayant pour but la réunification de la Corée, actuellement divisée entre la république populaire démocratique de Corée au Nord et la république de Corée au Sud.
L'organisation a été fondée le 22 juillet 1946 sous le nom de Front uni démocratique, avant de prendre son nom définitif le 25 juin 1949. Il a, dès sa création, été dominé par le Parti du travail de Corée fondé par Kim Il-sung, tout en se présentant comme une coalition de tous les partis « d'orientation socialiste ». 
Selon le site officiel nord-coréen Naenara, le Front démocratique pour la réunification de la patrie a « pour tâche essentielle d'unir autour du Dirigeant Kim Jong-il, sur la base de l'alliance des ouvriers et des paysans, des forces patriotiques et démocratiques qui aspirent à la liberté et à l'indépendance de la patrie, sans distinction de profession, de sexe, de croyance et d'appartenance politique, de défendre et de propager par tous les moyens les lignes révolutionnaires et les orientations en matière de réunification indépendante et pacifique du pays tracées par le Dirigeant Kim Jong-il et d'engager activement les larges masses dans la lutte nationale pour leur application ».
Le 23 mars 2024, l'Agence centrale de presse coréenne a rapporté que le DFRK avait officiellement dissous son comité central, dissolvant ainsi l'ensemble du front.

## Partis membres
| Parti ou mouvement | Parti ou mouvement              | Sièges à l'APS |
| ------------------ | ------------------------------- | -------------- |
|                    | Parti du travail de Corée       | 607 / 687      |
|                    | Parti social-démocrate de Corée | 50 / 687       |
|                    | Parti Chondogyo-Chong-u         | 22 / 687       |